# Cottin & Desgouttes

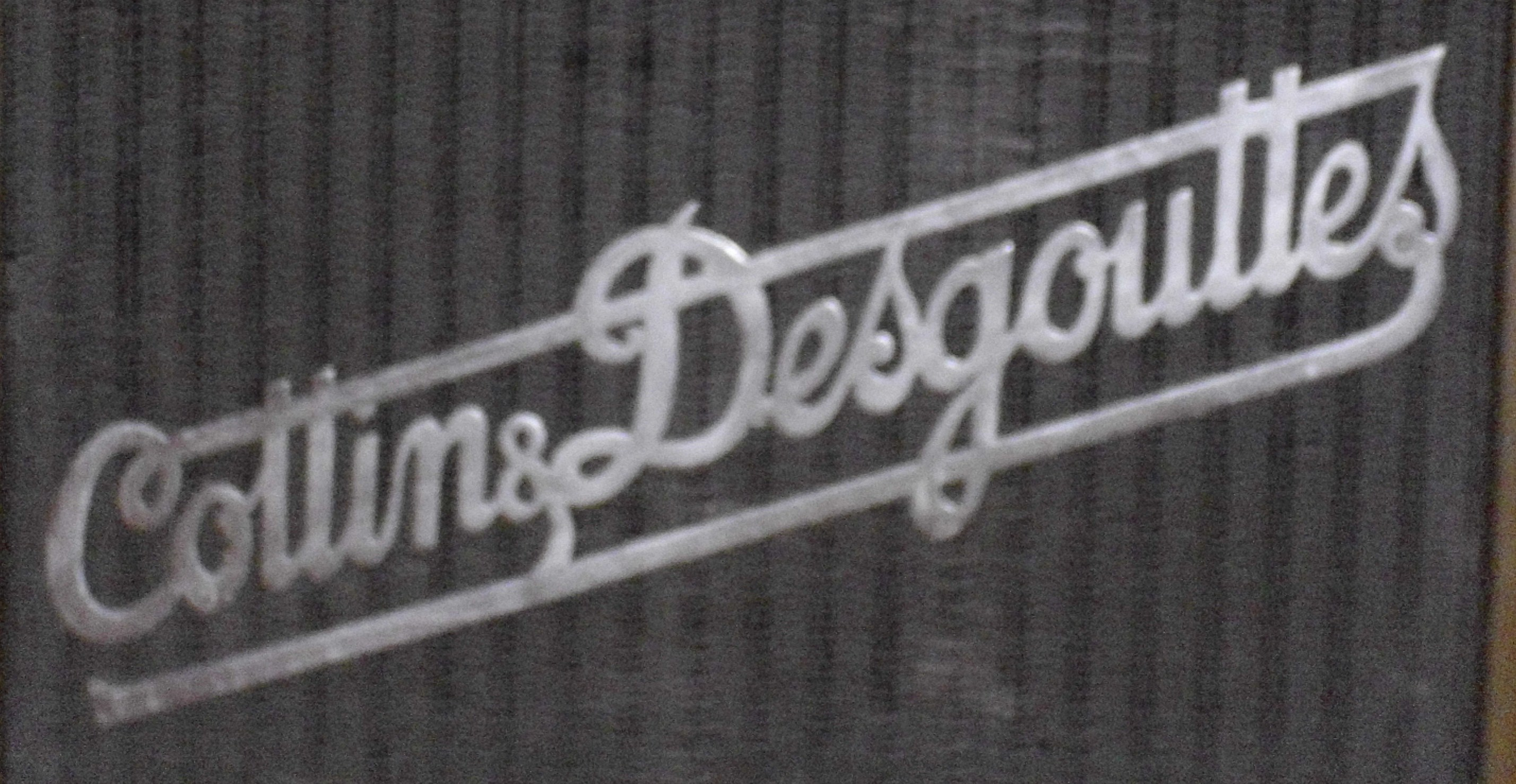
Schriftzug am Kühlergrill

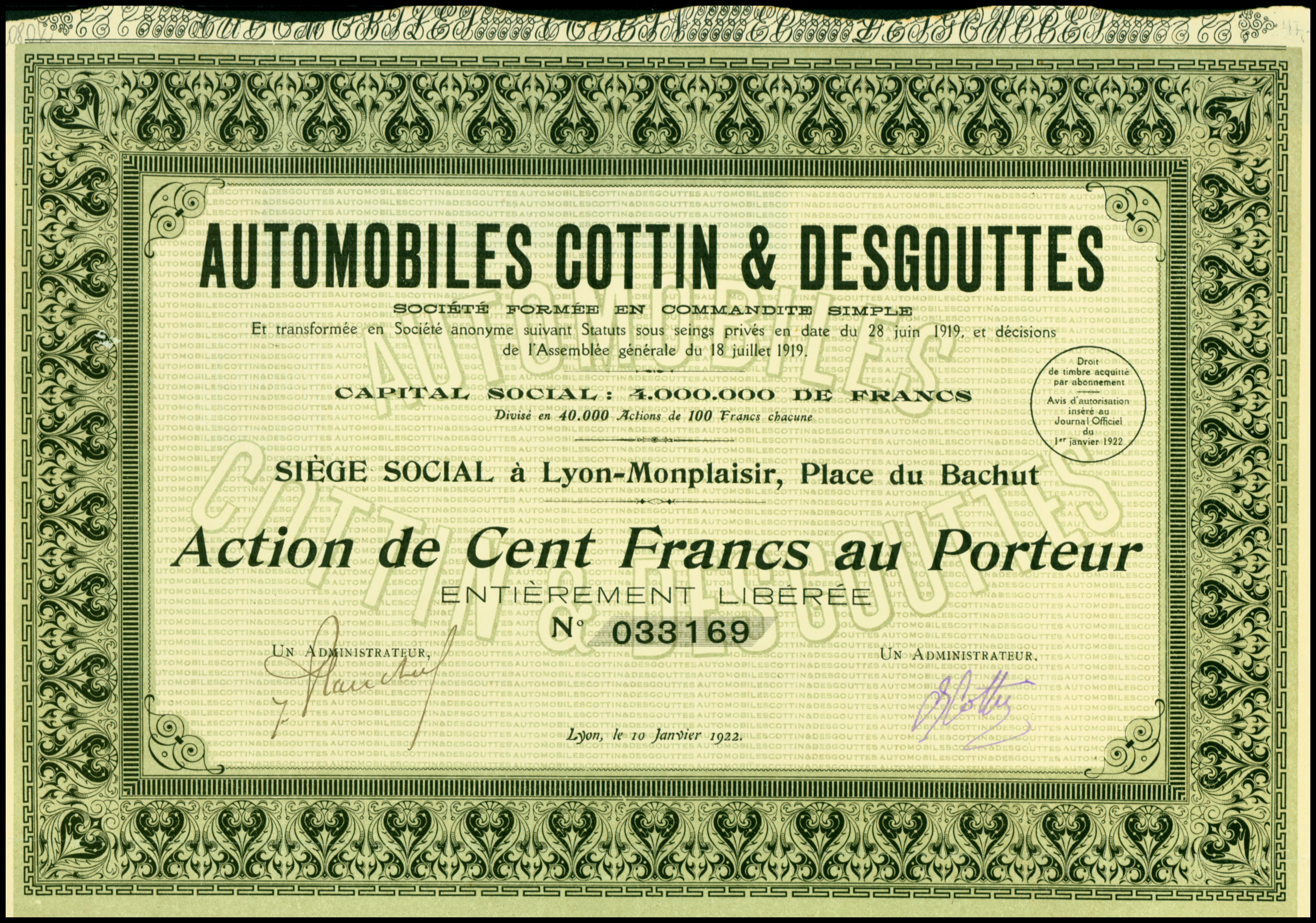
Aktie über 100 Francs der Automobiles Cottin & Desgouttes vom 10. Januar 1922

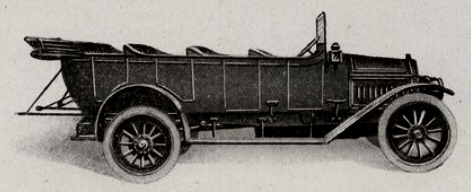
Cottin & Desgouttes Alpenwagen um 1919

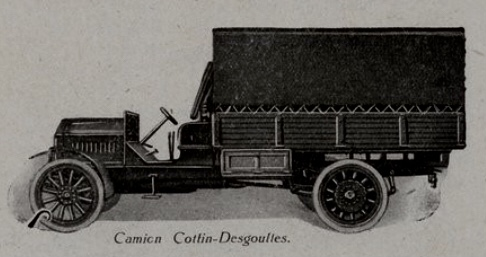
Cottin & Desgouttes LKW um 1919

Automobiles Cottin et Desgouttes war ein französischer Hersteller von Automobilen und Nutzfahrzeugen.

## Unternehmensgeschichte
Pierre Desgouttes, der zuvor bei Audibert-Lavirotte und Berliet tätig war, gründete 1905 in Lyon das Unternehmen Société des Automobiles Pierre Desgouttes et Compagnie und begann mit dem Bau von Automobilen. Der Markenname lautete Desgouttes. Im Januar 1906 trat Cyrille Cottin in das Unternehmen ein. Daraufhin änderte sich die Firma in Automobiles Cottin et Desgouttes und der Markenname in Cottin & Desgouttes. 1910 waren 300 Mitarbeiter beschäftigt. 1913 entstanden 450 Exemplare. 1922 ersetzte Paul Joseph Pierre Desgouttes als Konstrukteur. Mitte der 1920er Jahre stagnierte die Produktion bei etwa 420 Fahrzeugen pro Jahr; davon etwa ein Drittel Nutzfahrzeuge. 1934 endete infolge der Weltwirtschaftskrise die Produktion.

## Fahrzeuge

### Markenname Desgouttes
Das Modell 24/40 CV wurde 1905 auf dem Pariser Automobilsalon präsentiert. Für den Antrieb sorgte ein Vierzylindermotor mit 6330 cm³ Hubraum. Der Motor war vorne im Fahrzeug montiert und trieb über eine Kette die Hinterachse an. Daneben wurden die Modelle 12 CV, 18/22 CV und 50/70 CV angeboten; allerdings ist es nicht sicher, ob diese Modelle tatsächlich produziert wurde.

### Markenname Cottin & Desgouttes
Außer dem 24/40 CV ergänzten der 18/22 CV mit 3770 cm³ Hubraum und der 50/70 CV mit 10220 cm³ Hubraum das Angebot, die bereits zuvor angekündigt worden waren. 1907 folgte ein 12/14 CV mit 2412 cm³ Hubraum. 1909 ergänzte ein 12 CV mit 1538 cm³ Hubraum und erstmals Kardanantrieb sowie die Modelle 20 CV und 45 CV mit Sechszylindermotor das Angebot. Nach der Einstellung des 50/70 CV im Jahre 1908 oder 1909 stand zwischen 1911 und 1914 ein ähnliches Modell namens 60 CV oder 45/70 CV mit 10613 cm³ Hubraum im Sortiment. 1911 folgte das Vierzylindermodell 12 CV mit 1846 cm³ Hubraum und Monoblock-Motor.
Nach dem Ersten Weltkrieg standen die überarbeiteten Vorkriegsmodelle 14/16 CV mit 3216 cm³ Hubraum mit 80 mm Bohrung und 160 mm Hub, 18/20 CV mit 4071 cm³ Hubraum mit 90 mm Bohrung und 160 mm Hub, 25/35 CV mit 5026 cm³ Hubraum und 32 CV mit 7238 cm³ Hubraum im Sortiment. Der 32 CV hatte 350 cm Radstand. 1922 folgte der modernere M-Type mit Vierzylindermotor, 2613 cm³ Hubraum und hängenden Ventilen; und 1923 das Sechszylindermodell M 6 mit den gleichen Maßen für Bohrung und Hub, also 3920 cm³ Hubraum. M 6 Léger war die Ausführung für leichte, sportliche Ausführungen und M 6 Long für Limousinen. Vom M de Course, einem Rennwagen mit Vierzylindermotor und 2986 cm³ Hubraum, entstanden zwischen 1922 und 1928 etwa 20 Exemplare. 1926 erschien die neue Modellreihe Sans Secousses („ohne Ruck“, erschütterungsfrei) mit rundum einzeln aufgehängten Rädern. Die Vorderräder waren nach Art einer Dämpferbeinachse von Schiebehülsen und Querblattfedern geführt, die Hinterräder von drei Querblattfedern.  Zur Wahl standen verschiedene Motoren, darunter auch ein Einbaumotor von CIME.
Im Sommer 1931 endete die Pkw-Produktion. Vorrätige Fahrzeuge wurden noch bis 1932 verkauft. Nutzfahrzeuge entstanden noch bis 1934.
Ein Fahrzeug dieser Marke ist im Musée Automobile Reims Champagne in Reims zu besichtigen.

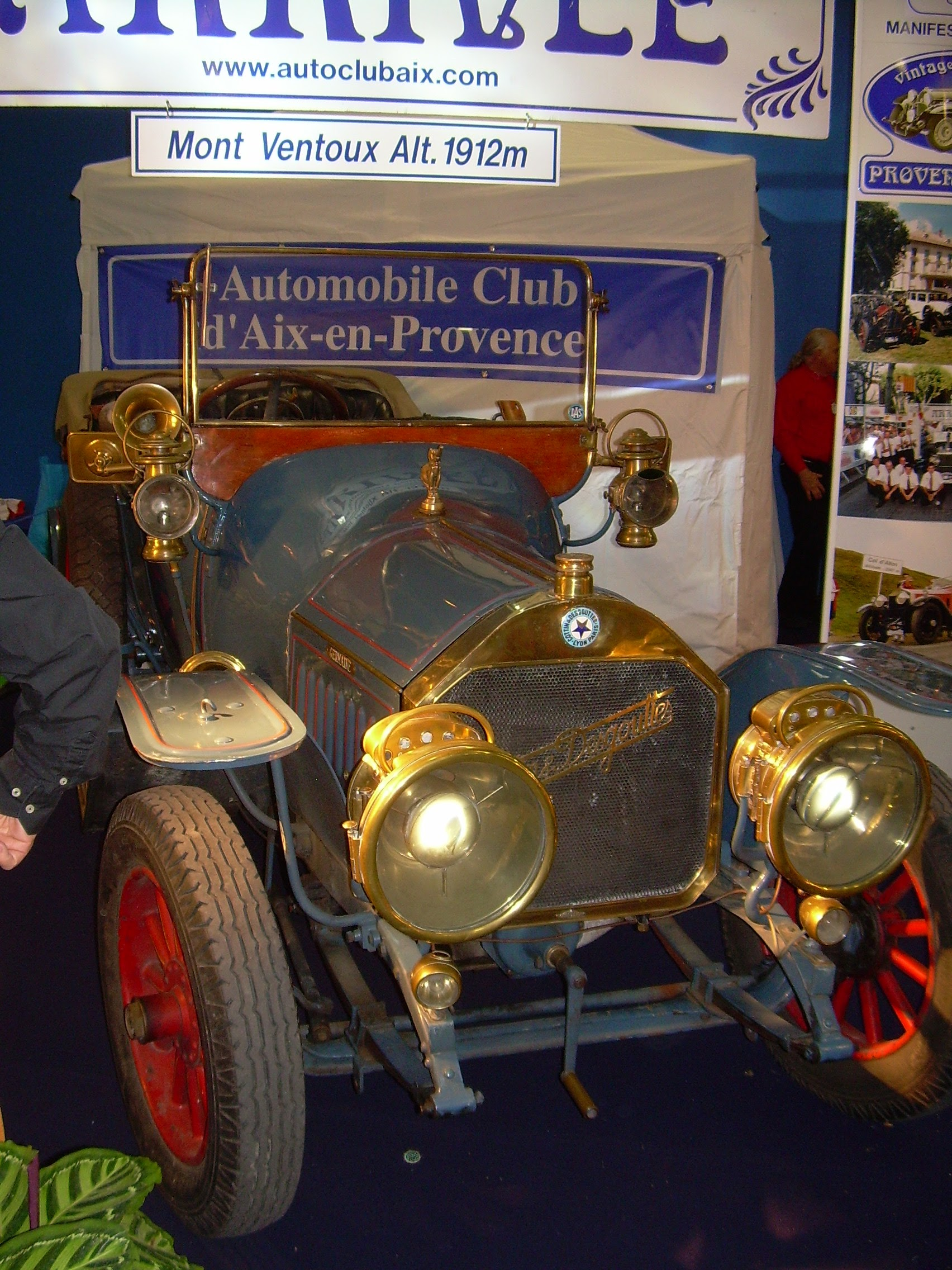
Cottin & Desgouttes
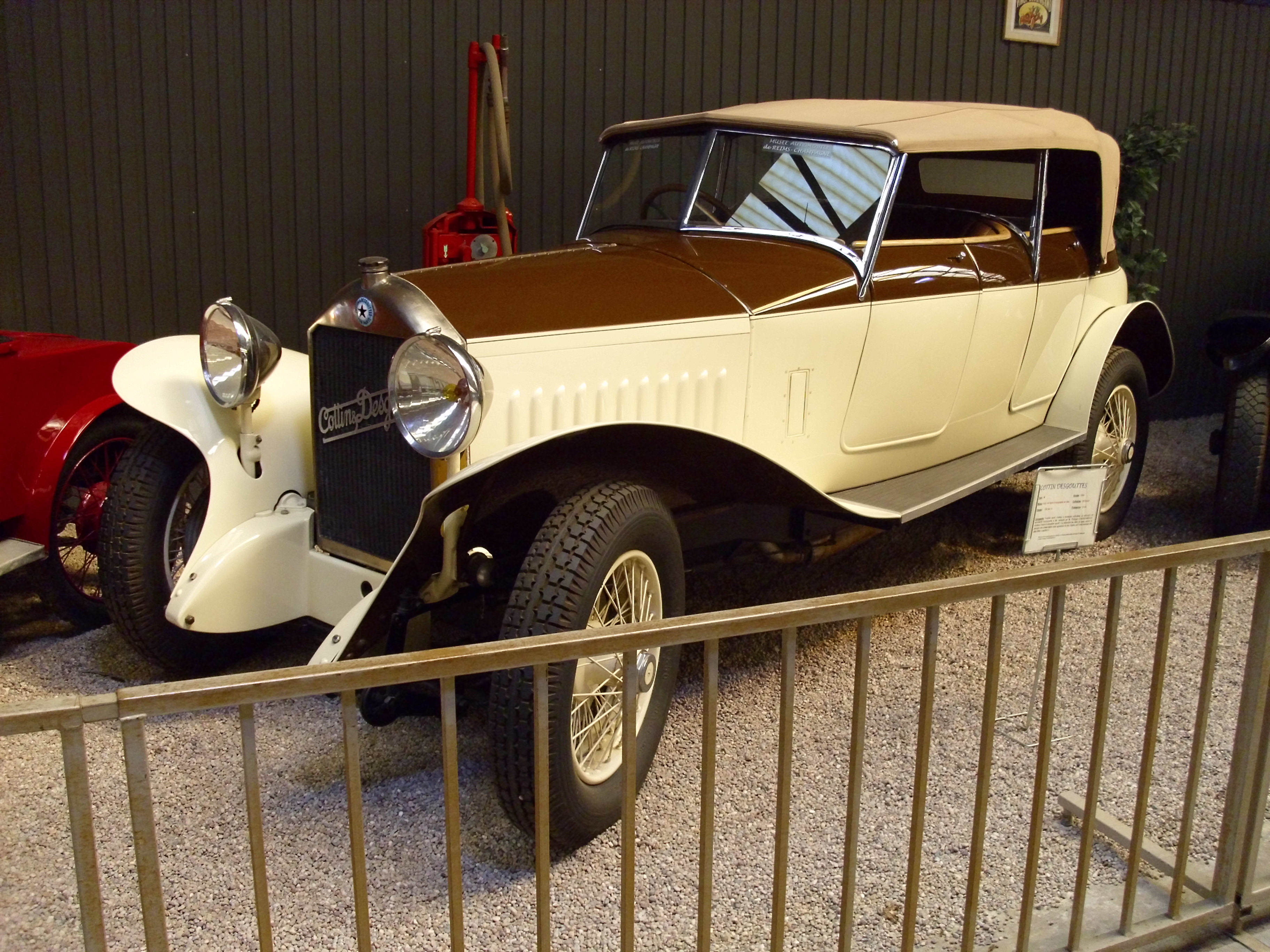
Cottin & Desgouttes 1924
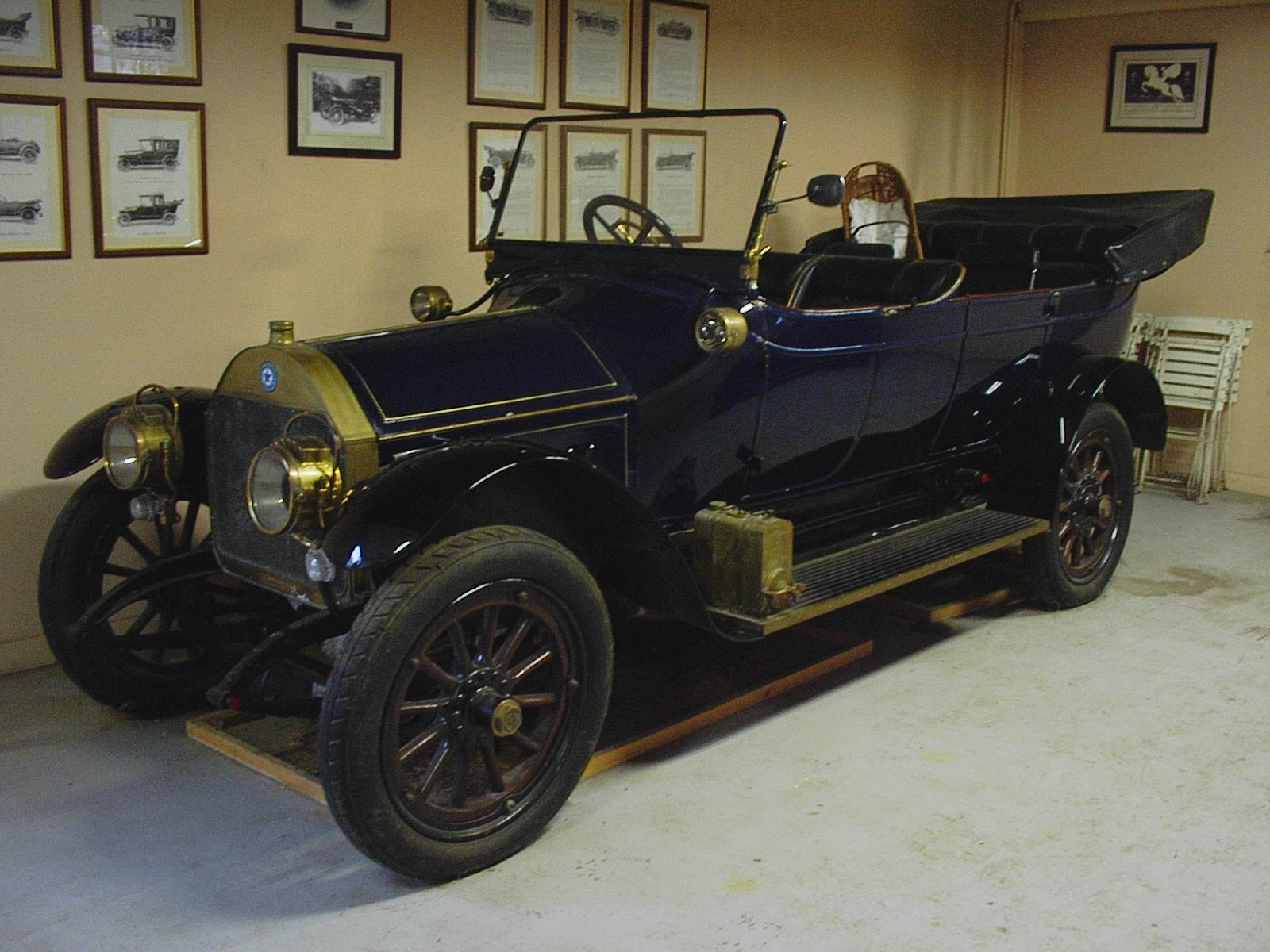
Cottin & Desgouttes
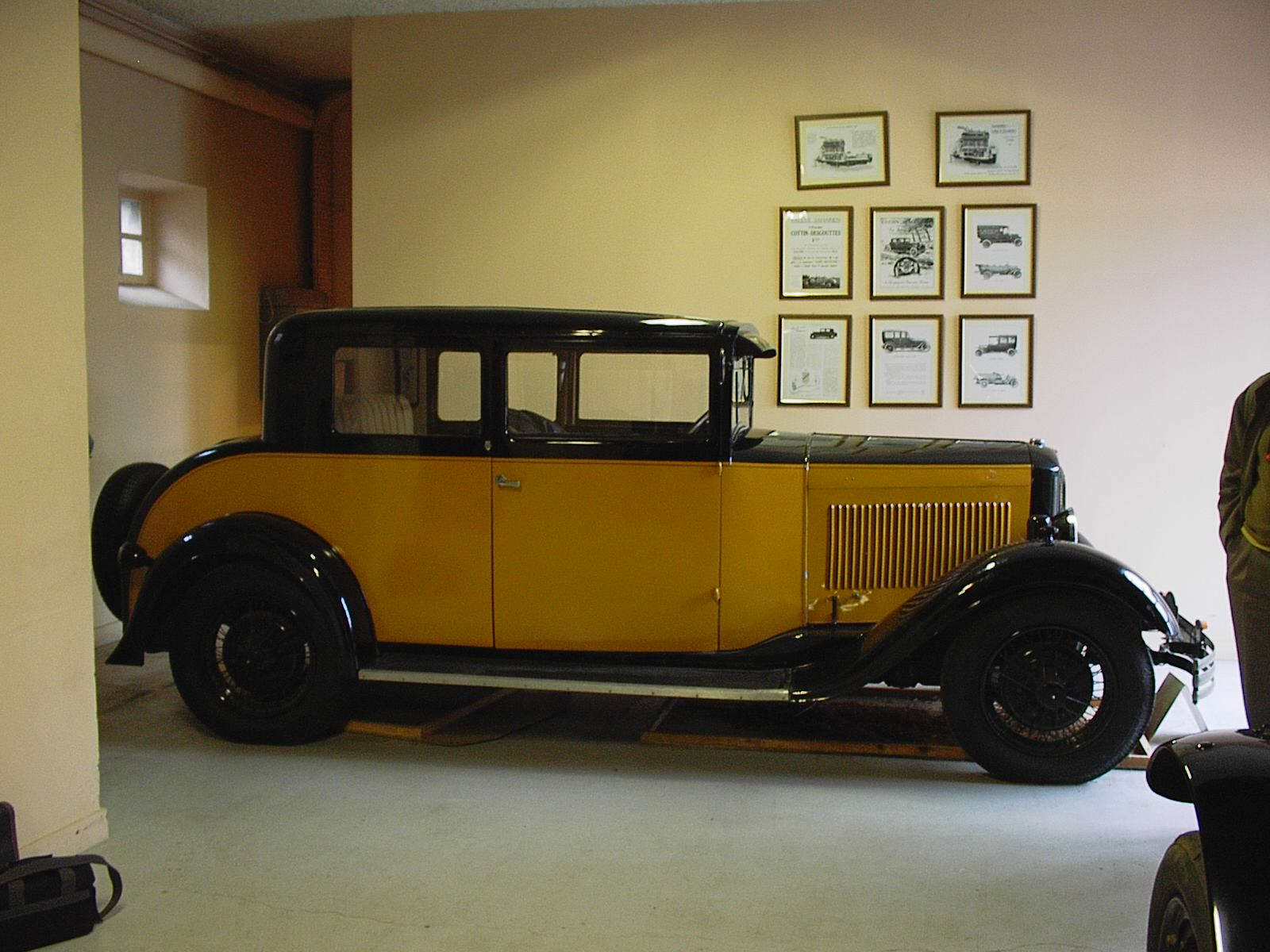
Cottin & Desgouttes Sans Secousses
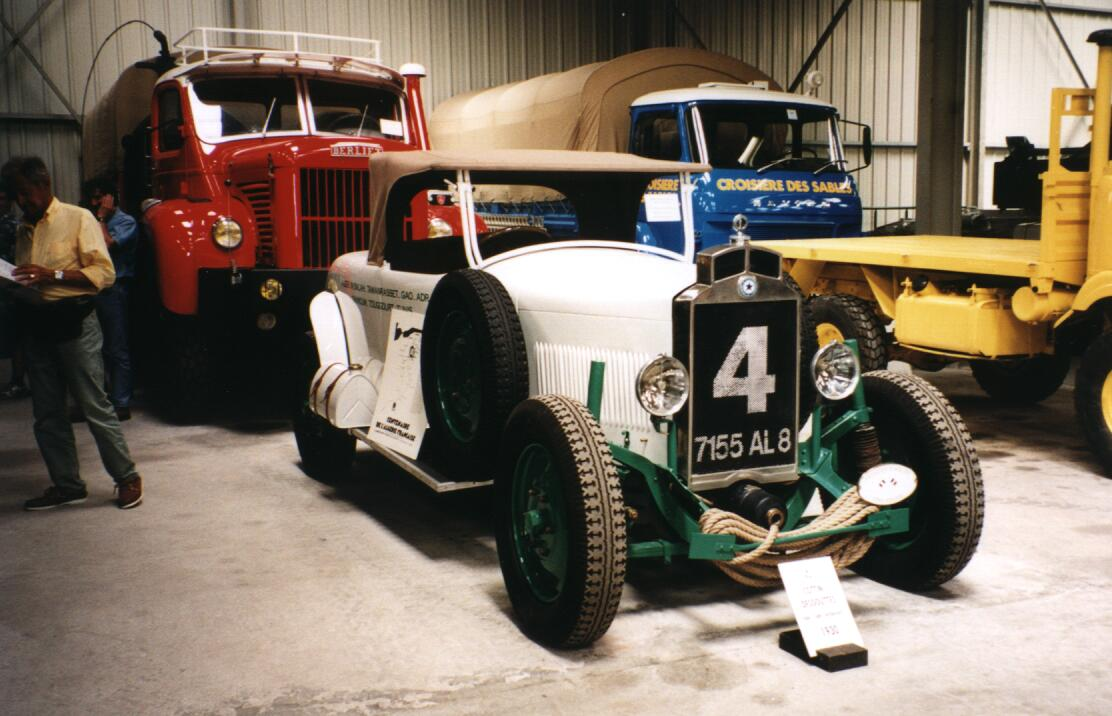
Cottin & Desgouttes
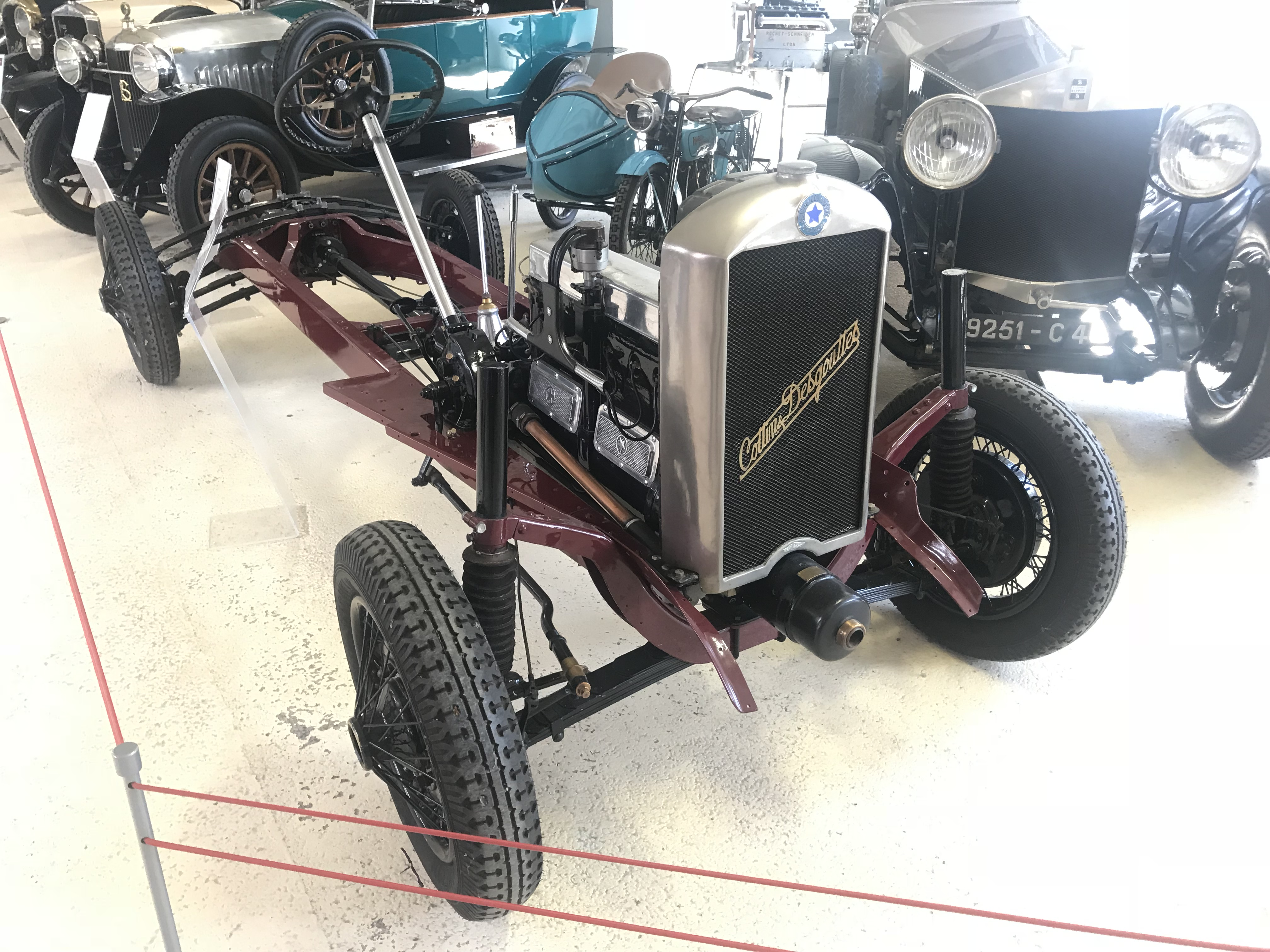
Cottin & Desgouttes 1928 mit einzeln aufgehängten Rädern
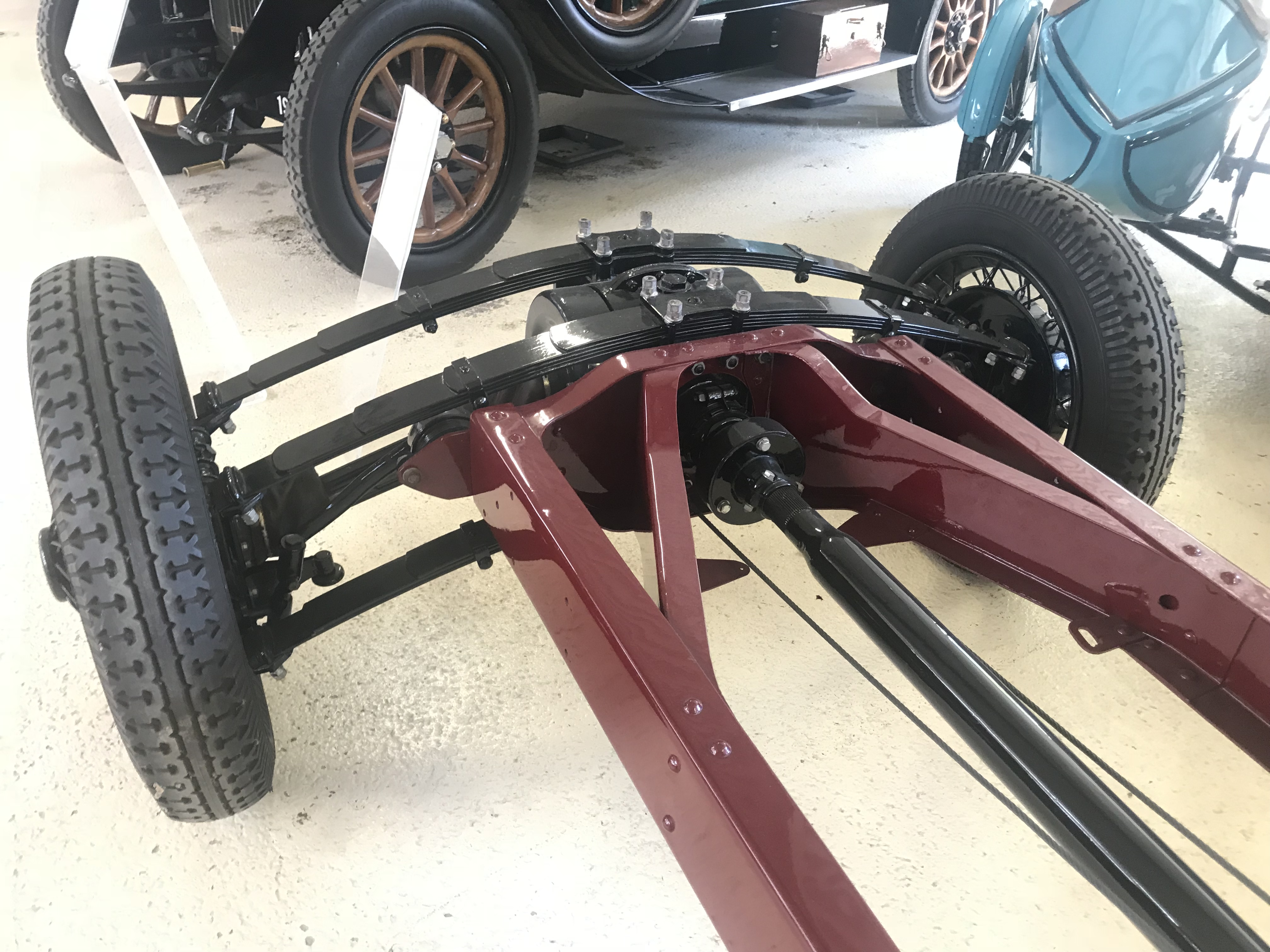
Cottin & Desgouttes 1928 Hinterachse